# Сілвер-Спринг (Меріленд)
Сілвер-Спринг (англ. Silver Spring) — переписна місцевість (CDP) в США, в окрузі Монтгомері штату Меріленд. Населення — 81 015 осіб (2020), що робить це місце четвертим за кількістю мешканців у Меріленді, після Балтимора.
У місті знаходиться штаб-квартира Discovery Channel.

## Географія
Сілвер-Спринг розташований за координатами 39°0′9″ пн. ш. 77°1′15″ зх. д. / 39.00250° пн. ш. 77.02083° зх. д. (39.002441, -77.020791).  За даними Бюро перепису населення США в 2010 році переписна місцевість мала площу 20,59 км², з яких 20,51 км² — суходіл та 0,08 км² — водойми.

## Демографія
Згідно з переписом 2010 року, у переписній місцевості мешкали 71 452 особи в 28 603 домогосподарствах у складі 15 684 родин. Густота населення становила 3471 особа/км².  Було 30522 помешкання (1483/км²).
Расовий склад населення:
| - 45,7 % — білих - 27,8 % — чорних або афроамериканців - 7,9 % — азіатів - 0,6 % — корінних американців - 0,1 % — вихідців з тихоокеанських островів - 13,2 % — осіб інших рас |

До двох чи більше рас належало 4,8 %. Частка іспаномовних становила 26,3 % від усіх жителів.
За віковим діапазоном населення розподілялося таким чином: 21,4 % — особи молодші 18 років, 70,3 % — особи у віці 18—64 років, 8,3 % — особи у віці 65 років та старші. Медіана віку мешканця становила 33,8 року. На 100 осіб жіночої статі у переписній місцевості припадало 94,9 чоловіків;  на 100 жінок у віці від 18 років та старших — 92,2 чоловіків також старших 18 років.
Середній дохід на одне домашнє господарство  становив 94 865 доларів США (медіана — 72 887), а середній дохід на одну сім'ю — 109 637 доларів (медіана — 84 296). Медіана доходів становила 52 892 долари для чоловіків та 55 223 долари для жінок. За межею бідності перебувало 11,7 % осіб, у тому числі 12,2 % дітей у віці до 18 років та 11,2 % осіб у віці 65 років та старших.
Цивільне працевлаштоване населення становило 44 795 осіб. Основні галузі зайнятості: освіта, охорона здоров'я та соціальна допомога — 21,8 %, науковці, спеціалісти, менеджери — 19,4 %, публічна адміністрація — 11,8 %, мистецтво, розваги та відпочинок — 8,6 %.

## Персоналії

### Померли
- Петрик Петро — сотник УГА, командир 5-ї Сокальської бригади УГА.
- Юрій Старосольський — український вчений-правник.
- Микола Француженко